# Campeonato Mundial de Atletismo Júnior de 2010 - Lançamento de martelo masculino
A prova do lançamento de martelo masculino do Campeonato Mundial de Atletismo Júnior de 2010 ocorreu entre os dias 23 e 25 de julho em Moncton, no Canadá. 

## Recordes
Antes desta competição, os recordes mundiais e do campeonato nesta prova eram os seguintes:
|     | Nome               | Nacionalidade | Distância | Local  | Data                 |
| --- | ------------------ | ------------- | --------- | ------ | -------------------- |
| WJR | Javier Cienfuegos  | Espanha       | 82.97 m   | Madri  | 17 de junho de 2009  |
| CR  | Yevgeniy Aydamirov | Rússia        | 78.42 m   | Pequim | 28 de agosto de 2006 |

Os seguintes recordes mundiais ou do campeonato foram estabelecidos durante esta competição: 
| Data        | Evento | Nome             | Nacionalidade  | Distância | Notas                 |
| ----------- | ------ | ---------------- | -------------- | --------- | --------------------- |
| 25 de julho | Final  | Conor McCullough | Estados Unidos | 80.79     | Recorde do campeonato |

## Medalhistas
| Ouro                   | Prata           | Bronze                     |
| Conor McCullough (USA) | Ákos Hudi (HUN) | Alaa El-Din El-Ashry (EGY) |

## Cronograma
Todos os horários são locais (UTC-4).
| Data        | Hora  | Evento       |
| ----------- | ----- | ------------ |
| 23 de julho | 11:50 | Qualificação |
| 25 de julho | 13:50 | Final        |

## Resultados

### Qualificação
A qualificação se iniciou no dia 23 de julho ás 11:50. 
Grupo A
| Posição | Atleta              | Nacionalidade  | Tentativas | Tentativas | Tentativas | Resultados | Notas |
| Posição | Atleta              | Nacionalidade  | 1          | 2          | 3          | Resultados | Notas |
| ------- | ------------------- | -------------- | ---------- | ---------- | ---------- | ---------- | ----- |
| 1       | Conor McCullough    | Estados Unidos | 76.05      | -          | -          | 76.05      | Q     |
| 2       | Bartlomiej Krupa    | Polónia        | x          | 71.55      | -          | 71.55      | Q     |
| 3       | Dániel Szabó        | Hungria        | 60.24      | x          | x          | 70.89      | q     |
| 4       | Edgars Gailis       | Letónia        | 68.13      | x          | 67.34      | 68.13      | q     |
| 5       | Tomáš Kružliak      | Eslováquia     | x          | 64.54      | 67.50      | 67.50      | q     |
| 6       | Harinder Singh      | Índia          | 63.82      | 66.57      | 65.51      | 66.57      |       |
| 7       | Serghei Marghiev    | Moldávia       | 63.78      | x          | 66.56      | 66.56      |       |
| 8       | Tristan Schwandke   | Alemanha       | x          | x          | 66.12      | 66.12      |       |
| 9       | Servando Rivas      | Espanha        | 62.36      | 65.71      | 64.42      | 65.71      |       |
| 10      | Pedro Martín        | Espanha        | 65.54      | 65.38      | 61.80      | 65.54      |       |
| 11      | Mikko Koskiranta    | Finlândia      | 60.80      | 63.71      | 64.99      | 64.99      |       |
| 12      | Zdravko Dimitrov    | Bulgária       | x          | 63.98      | 64.75      | 64.75      |       |
| 13      | Simone Falloni      | Itália         | 64.49      | 63.35      | 60.24      | 64.49      |       |
| 14      | Abdulhamed Mohammad | Kuwait         | 62.98      | x          | 64.36      | 64.36      |       |
| 15      | Elias Håkansson     | Suécia         | -          | 62.72      | x          | 62.72      |       |
| 16      | Cheng Tzu-Chi       | Taipé Chinesa  | 60.49      | 60.18      | x          | 60.49      |       |
| 17      | Enrique Gaitán      | Guatemala      | x          | x          | 54.12      | 54.12      |       |

Grupo B
| Posição | Atleta               | Nacionalidade  | Tentativas | Tentativas | Tentativas | Resultados | Notas |
| Posição | Atleta               | Nacionalidade  | 1          | 2          | 3          | Resultados | Notas |
| ------- | -------------------- | -------------- | ---------- | ---------- | ---------- | ---------- | ----- |
| 1       | Ákos Hudi            | Hungria        | 76.62      | -          | -          | 76.62      | Q     |
| 2       | Alaa El-Din El-Ashry | Egito          | 73.23      | -          | -          | 73.23      | Q     |
| 3       | Pavel Bareisha       | Bielorrússia   | 68.33      | 72.35      | -          | 72.35      | Q     |
| 4       | Quentin Bigot        | França         | 69.01      | 69.25      | 70.41      | 70.41      | q     |
| 5       | Marcin Pastuszko     | Polónia        | x          | 68.52      | 67.29      | 68.52      | q     |
| 6       | Justin Welch         | Estados Unidos | 67.46      | x          | x          | 67.46      | q     |
| 7       | Paul Hützen          | Alemanha       | 66.82      | x          | 63.97      | 66.82      | q     |
| 8       | Joelvis Hernández    | Cuba           | x          | x          | 66.32      | 66.32      |       |
| 9       | Alexandru Mehes      | Roménia        | 62.06      | 62.03      | 65.35      | 65.35      |       |
| 10      | Juho Saarikoski      | Finlândia      | 63.76      | x          | 63.10      | 63.76      |       |
| 11      | Özkan Baltaci        | Turquia        | x          | 61.95      | x          | 61.95      |       |
| 12      | Anastas Papazov      | Bulgária       | 61.52      | 58.65      | x          | 61.52      |       |
| 13      | Demetris Elia        | Chipre         | 70.17      | 70.89      | 69.95      | 60.24      |       |
| 14      | Ryota Kashimura      | Japão          | x          | x          | 58.91      | 58.91      |       |
| 15      | Kevin Bowman         | Canadá         | x          | x          | 54.51      | 54.51      |       |
| 16      | Martin Lehemets      | Estónia        | x          | x          | x          | NM         |       |
| 17      | Pezhman Ghalehnoei   | Irão           | x          | x          | x          | NM         |       |

### Final
A prova final foi realizada no dia 25 de julho ás 13:50. 
| Posição           | Atleta               | Nacionalidade  | Tentativas | Tentativas | Tentativas | Tentativas | Tentativas | Tentativas | Resultados | Notas           |
| Posição           | Atleta               | Nacionalidade  | 1          | 2          | 3          | 4          | 5          | 6          | Resultados | Notas           |
| ----------------- | -------------------- | -------------- | ---------- | ---------- | ---------- | ---------- | ---------- | ---------- | ---------- | --------------- |
| Medalha de ouro   | Conor McCullough     | Estados Unidos | 77.59      | 80.79      | 80.18      | 78.05      | 80.69      | x          | 80.79      | , NJR           |
| Medalha de prata  | Ákos Hudi            | Hungria        | 78.37      | x          | 74.15      | 77.28      | 76.56      | 75.33      | 78.37      |                 |
| Medalha de bronze | Alaa El-Din El-Ashry | Egito          | 76.38      | 76.66      | 74.70      | 75.23      | 76.54      | 76.05      | 76.66      | Recorde pessoal |
| 4                 | Bartlomiej Krupa     | Polónia        | 74.43      | 68.56      | x          | 69.05      | 72.36      | x          | 74.43      | Recorde pessoal |
| 5                 | Dániel Szabó         | Hungria        | x          | 71.16      | 74.41      | x          | 70.85      | x          | 74.41      |                 |
| 6                 | Pavel Bareisha       | Bielorrússia   | 72.41      | x          | x          | 73.23      | x          | 71.99      | 73.23      | Recorde pessoal |
| 7                 | Quentin Bigot        | França         | 70.22      | 68.45      | 69.40      | 70.18      | 69.02      | 71.51      | 71.51      |                 |
| 8                 | Paul Hützen          | Alemanha       | x          | 67.03      | 67.22      | 64.07      | x          | x          | 67.22      |                 |
|                   |                      |                |            |            |            |            |            |            |            |                 |
| 9                 | Marcin Pastuszko     | Polónia        | x          | 67.22      | x          |            |            |            | 67.22      |                 |
| 10                | Justin Welch         | Estados Unidos | 67.20      | x          | x          |            |            |            | 67.20      |                 |
| 11                | Edgards Gailis       | Letónia        | 67.02      | 66.46      | x          |            |            |            | 67.02      |                 |
| 12                | Tomáš Kružliak       | Eslováquia     | 66.02      | x          | 66.54      |            |            |            | 66.54      |                 |

Legenda
| Recorde mundial       | Recorde mundial (World record)               |                       | Recorde africano                      | Recorde africano (African) |                                           | Q | Classificado por posição (Qualified) |
| Recorde do campeonato | Recorde do campeonato (Championship record)  | Recorde da América    | Recorde da América (Americas)         | q                          | Classificado por melhor tempo (Qualified) |   |                                      |
| Melhor marca do ano   | Melhor marca do ano (World leading)          | Recorde asiático      | Recorde asiático (Asian)              | DNS                        | Não largou (Did not start)                |   |                                      |
| Recorde nacional      | Recorde nacional (National record)           | Recorde europeu       | Recorde europeu (European)            | DNF                        | Não terminou (Did not finish)             |   |                                      |
| Recorde pessoal       | Recorde pessoal do atleta (Personal best)    | Recorde da Oceania    | Recorde da Oceania (Oceania)          | DSQ / DQ                   | Desclassificado (Disqualified)            |   |                                      |
| Recorde da temporada  | Recorde da temporada do atleta (Season best) | Recorde sul-americano | Recorde sul-americano (South America) | NM                         | Sem marca (No mark)                       |   |                                      |